# Inocybe saliceticola
Inocybe saliceticola là một loại nấm được tìm thấy trong môi trường ẩm ướt tại các nước Bắc Âu. Loài này có mũ với nhiều hình dạng khác nhau có đường kính tới 40 mm (1,6 in), trong khi thân của chúng mảnh khảnh dài tới 62 mm (2,4 in).
Inocybe saliceticola phát triển chung với rễ của cây liễu, và tên khoa học của loài nấm này được cho rằng bắt nguồn từ tên của cây liễu (Salix). Tuy nhiên, loài này đặc biệt còn phát triển tại các rễ của cây sồi và sủi. Nấm phát triển từ mặt đất, thường là tại những đám rêu hay mảnh vụn hữu cơ. I. saliceticola được mô tả lần đầu tiên vào năm 2009, và nó được xếp trong chi Inocybe, loài này là một phần của Marginatae. Các loài đã được ghi nhận ở Phần Lan và Thụy Điển và nó xuất hiện tương đối phổ biến ở một số vùng.